# Глоух, Карл
Карл Глоух (Карел Глоух, чеш. Karel Hloucha; 21 февраля 1880, Kováň — 7 января 1957, Прага) — чешский писатель, пионер чешской научной фантастики.

## Биография
Родился в семье пивовара Йозефа Хлуча и его жены Анны Глушовой, урождённой Матушковой. В семье кроме него было четверо братьев и сестёр, старшая сестра Анна, младший брат Иосиф (он же Джо), Иржи и младшая сестра Джирина. На него оказали влияние его дядя путешественник и писатель Иосиф Коренский (Josef Kořenský) и брат Джо Глоух (Joe Hloucha), который также был известным путешественником и японоведом.
В 1885 году его семья переехала в Либоховице, где Карел окончил начальную школу. Позже окончил среднюю школу и гимназию в Млада-Болеславе. В 1898—1901 учился на юридическом факультете Пражского университета. По окончании учёбы работал судебным и финансовым чиновником.
Он писал рассказы и романы на научно-фантастические темы, но также написал три романа приключений. Также он написал сценарий для фильма «Příchozí z temnot» (1921).
Самое известное произведение — опубликованный в 1910 году фантастический роман о затерянном мире «Заколдованная земля» («Zakletá země»), в котором повествуется об оазисе тёплого климата во льдах Гренландии, где среди богатой растительности живут мамонты и люди каменного века.
Эта книга послужила толчком для написания В. А. Обручевым романа «Земля Санникова».

## Русская библиография
- Глоух К. Заколдованная земля. — М.: изд. И. Д. Сытина, 1912 — журнал «Вокруг света» № 15—38, 40, 41, 43.
- Глоух К. Заколдованная земля. — М.; Петроград: Гос. изд-во, 1923.
- Глоух К. Заколдованная земля // Бессмертные карлики. — Алма-Ата: ТО «Экспресс-книга», 1993. (Экзотика, б-ка ж. «Миры»). — С. 7—169.
- Глоух К. Заколдованная земля // Затерянная земля. / перевод: Анатолий Иванов. — Н. Новгород: НПП «Параллель», 1995. — (На заре времён, т. 10). — С. 199—362.
- Глоух К. Заколдованная земля. / переводчик А. Тетёркин. — М.: Терра-Книжный клуб; СПб.: Северо-Запад, 2009. — (Малая библиотека приключений), — С. 287(1). — ISBN 978-5-275-01993-3.
- [О творчестве К. Глоуха:] Ляпунов Б. В. Из романа — в жизнь // Техника — молодёжи. — 1961. — № 4. — С. 40.